# Часовня на кладбище (Пинск)
Часовня, Костёл Скорбящей Богоматери — католическая часовня в Пинске, которая располагалась на кладбище на ул. Спокойная .

## История
Он был построен в 1820 году францисканцами из дерева. Он изображен на рисунке Я. Дроздовича 1926 г. и на фотографии 1956 г. Отреставрирован в 1927 году. Он просуществовал до конца XX века  . На месте часовни был установлен крест  .

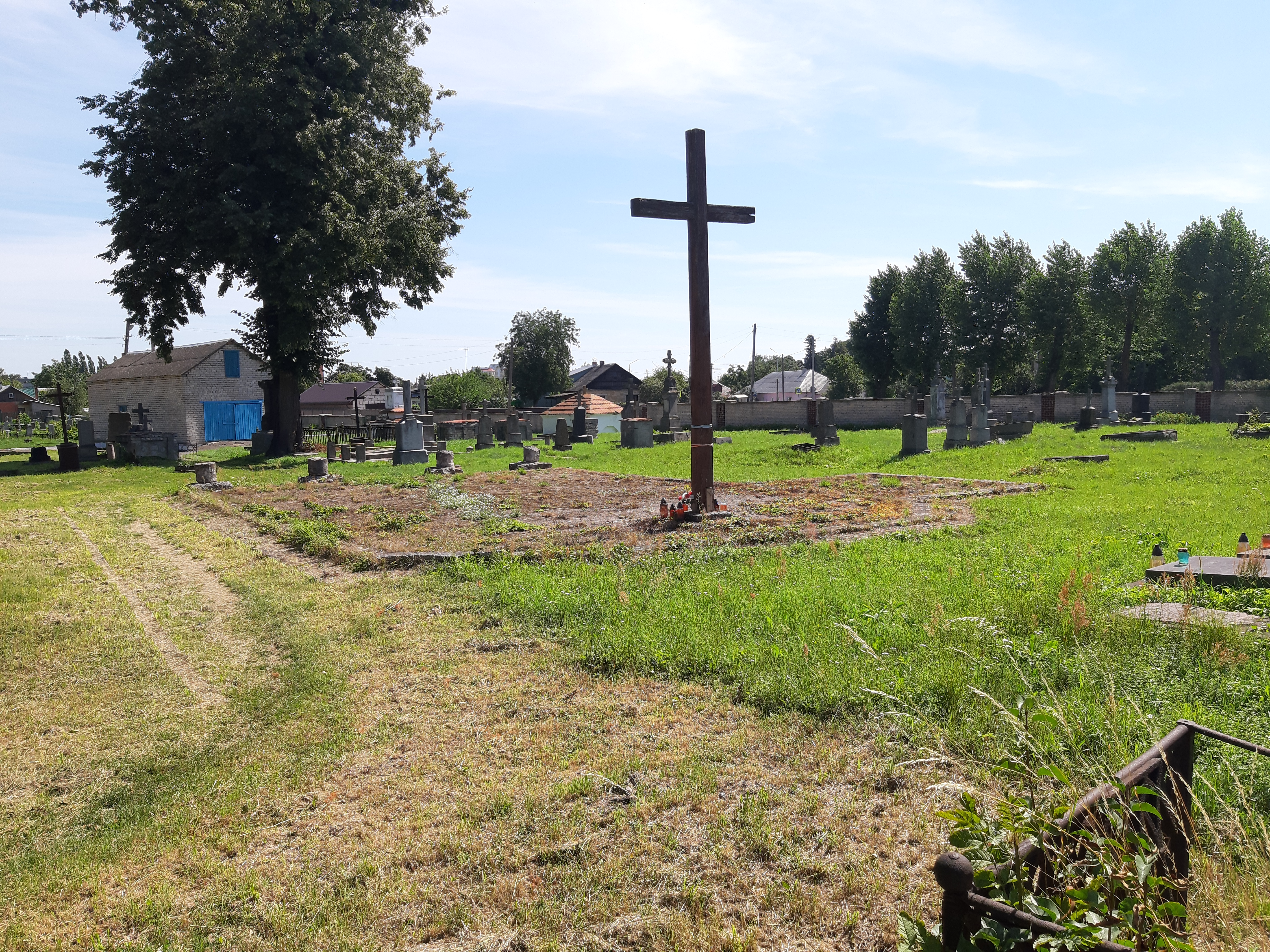
Место часовни сегодня

## Архитектура
Прямоугольный бревенчатый дом с 3-гранной апсидой, над которой двускатная крыша переходит в граненую вальмовую . Апсида завершается двухъярусным восьмигранным барабаном с луковичным навершием . С южной стороны к апсиде пристроена невысокая ризница под трехскатной крышей. Главный восточный фасад завершает четырёхколонная галерея с балюстрадным ограждением и треугольным фронтоном в конце. Над ним на переносном чердаке ставится крест . Фасады вертикально облицованы, разделены прямоугольными оконными проемами в простой лепнине и поперечными балками в стенах . Зал перекрыт плоским потолком, галерея хоров возвышается на 2-х столбах.

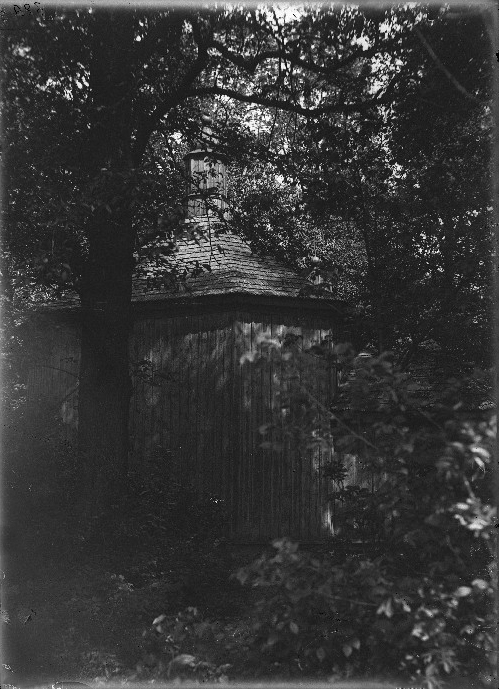
Апсида
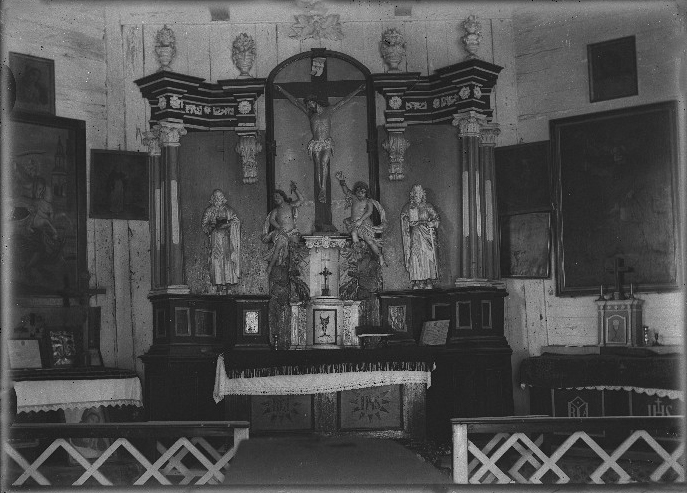
Алтарь
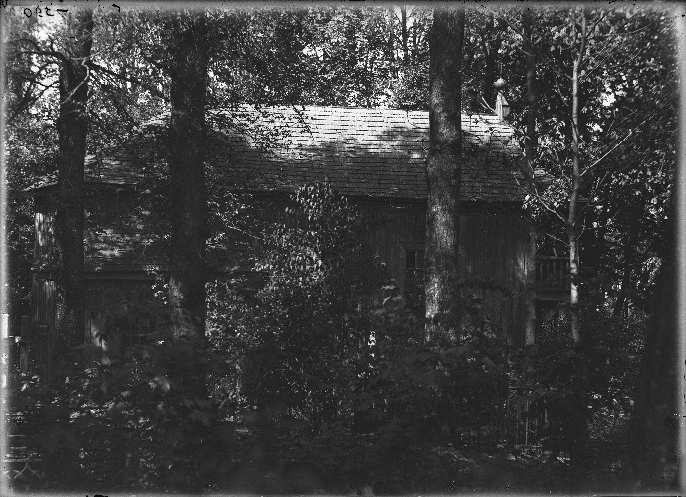
Боковой фасад
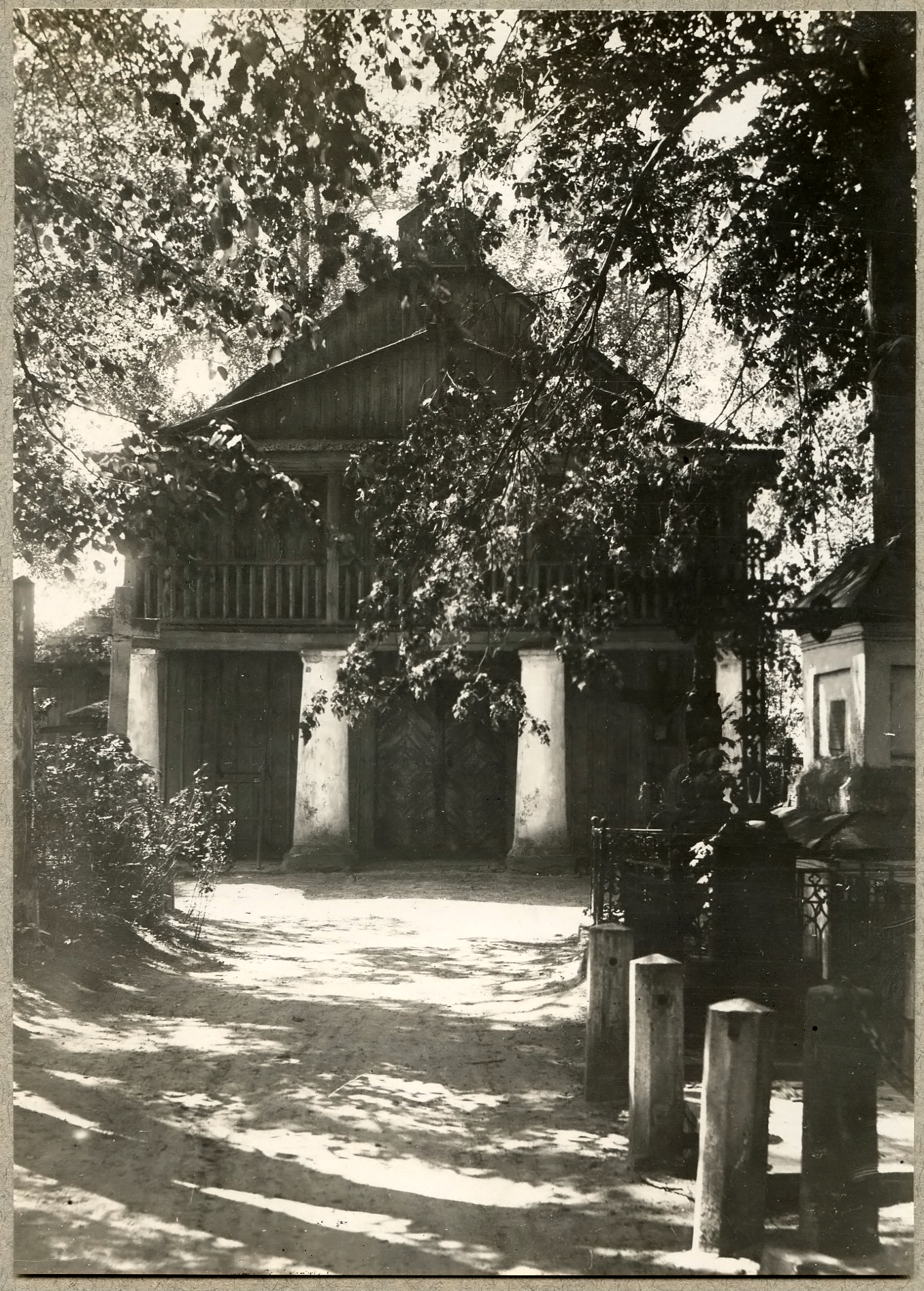
Главный фасад. 1921 г.
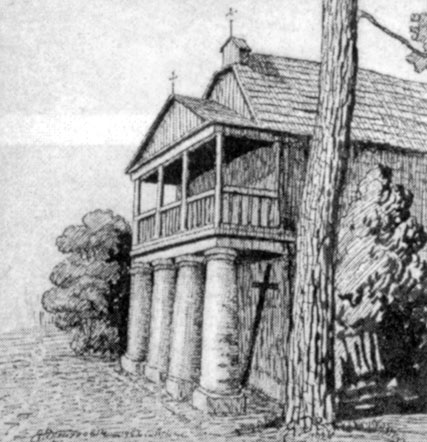
Костёл в рисунке Язепа Дроздовича. 1926 г.
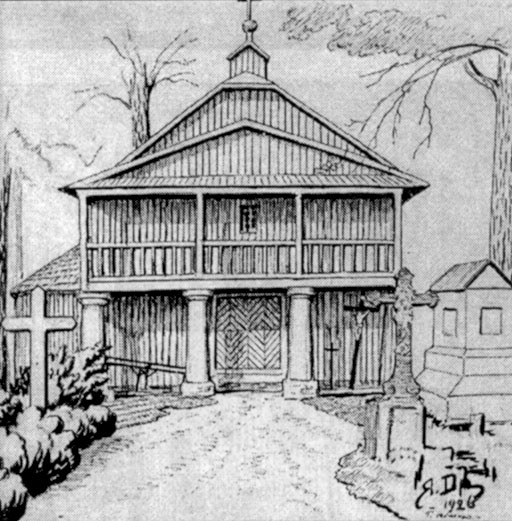
Костёл в рисунке Язепа Дроздовича. 1926 г.